# Cyprinodontidae
Cyprinodontidae är en familj äggläggande tandkarpar inom ordningen tandkarpar (Cyprinodontiformes). Familjen omfattar cirka 130 arter fördelade över 8 släkten. De förekommer i söt- och brackvatten i södra och mellersta Nordamerika samt Central- och Sydamerika, i södra Europa, norra Afrika och västra Asien. Flera är utrotningshotade arter och lever ofta endemiskt i mycket begränsade utbredningsområden. Ett exempel på detta är Cyprinodon diabolis som endast förekommer i grottan "Devils Hole" i Death Valley nationalpark, USA. Grottsystemet är drygt 150 meter djupt och rymmer en stor mängd vatten, men har en enda, cirka 6×2 meter stor öppning upp mot jordytan och atmosfären.

## Släkten
- Aphanius Nardo, 1827
- Cualac Miller, 1956
- Cubanichthys Hubbs, 1926
- Cyprinodon Lacépède, 1803
- Floridichthys Hubbs, 1926
- Garmanella Hubbs, 1936
- Megupsilon Miller & Walters, 1972
- Orestias Valenciennes, 1839